# Camilla Henemark
Camilla Henemark (ook bekend onder de naam La Camilla; Stockholm, 23 oktober 1964) is een Zweedse zangeres, actrice, politiek woordvoerder (voornamelijk voor de Zweedse sociaaldemocratische partij) en voormalig model.
Henemark werd geboren in Stockholm als dochter van een Zweedse moeder en een Nigeriaanse vader. Ze begon haar carrière als model tijdens haar tienerjaren en had haar eigen modellenbureau.
Ze vormde in 1985 samen met Alexander Bard en Jean-Pierre Barda de muziekgroep Barbie, waarin ze naam Katanga droeg. De groep werd omgedoopt tot Army of Lovers en als 'La Camilla' werd ze het boegbeeld van de groep (haar volumineuze borsten waren haar handelsmerk). Na twee albums, internationaal succes (en een hoog oplopende ruzie) verliet ze de groep en begon een solocarrière. Ze bracht verschillende singles uit, zoals "I'm not in the mood for lovers" (een duidelijke sneer naar Army of Lovers) en een album 'Temper', dat de weg naar de platenzaak echter nooit vond. Doordat Michaela Dornonville de la Cour Army of Lovers in 1995 verliet, werd de weg vrijgemaakt voor de terugkeer van Henemark.
Naast haar modellen- en muziekcarrière was ze ook te zien op de Zweedse televisie en in enkele films. Ze staat bekend om haar liberale visie op seks, homorechten en het leven in het algemeen. Ze heeft langdurige relaties gehad met Anders Skog en zanger-regisseur Stakka Bo, die een aantal clips van Madonna, Kylie Minogue en Robbie Williams regisseerde. In november 2010 wordt bekend dat Henemark eind jaren 90 gedurende een jaar een affaire had met de Zweedse koning Carl Gustaf.
Vanaf 2011 trad Henemark samen met mede-oud-Army of Lovers-lid Dominika Peczynski en Miss Inga op onder de naam "Happy Hoes", een door fans gekozen naam. Hun eerste single was getiteld "Don't Try to Steal My Limelight". De groep was geen lang leven beschoren en werd in 2013 mede door een ruzie tussen Henemark en Peczynski opgedoekt.
Eind 2012 werd Army of Lovers wederom herenigd, maar ditmaal in de originele bezetting voor hun deelname aan Melodifestivalen in 2013. Henemarks inbreng was echter van korte duur: vlak na hun deelname (met een desastreuze 6e plaats in de vierde voorronde) werd ze middels een openbare, cynische ontslagbrief weer verzocht haar biezen te pakken.

## Discografie

### Album
- Temper (1996)

### Singles
- Everytime You Lie (1992)
- Give Me Your Love (Je T'aime), met MTV's Steve Blame (1993)
- The Witch in Me (1996)
- I'm Not in the Mood for Lovers (1996)
- Danko vs La Camilla: Russians Are Coming (1999)
- David & Goliath - Neverland Project Featuring La Camilla (2010)
- Don't Try to Steal My Limelight, met Miss Inga & Dominika Peczynski (2011)
- Zoom Zoom Jull, met Dogge Doggelito (2020)

- Gemeinsame Normdatei: 134794990
- International Standard Name Identifier: 0000 0000 5880 3958
- MusicBrainz: 7e5c9a9d-6404-450f-b0fb-8a057b707e64
- Virtual International Authority File: 79784627
- WorldCat: E39PBJdRwfjKmBKqThgR9bwjYP